# Personaggi di Il tempo della nostra vita
Questa voce contiene un elenco di personaggi, attuali e ricorrenti, presenti nella soap opera della NBC Il tempo della nostra vita.

## Cast

### Cast attuale
| Attore               | Personaggio            | Durata                                    |
| -------------------- | ---------------------- | ----------------------------------------- |
| Brandon Beemer       | Shawn Douglas Brady    | 2006–2008, 2016–presente                  |
| Carson Boatman       | Johnny DiMera          | 2021–presente                             |
| Raven Bowens         | Chanel Dupree DiMera   | 2021–presente                             |
| Elia Cantu           | Jada Hunter            | 2022–presente                             |
| Mary Beth Evans      | Kayla Brady Johnson    | 1986–1992, 2006–presente                  |
| Daniel Feuerriegel   | EJ DiMera              | 2021-presente                             |
| Billy Flynn          | Chad DiMera            | 2014–presente                             |
| Galen Gering         | Rafe Hernandez         | 2008–presente                             |
| Linsey Godfrey       | Sarah Horton Kiriakis  | 2018–presente                             |
| Deidre Hall          | Marlena Evans          | 1976–1987, 1991–2009, 2011–presente       |
| Jackée Harry         | Paulina Price Carver   | 2021–presente                             |
| Leo Howard           | Tate Black             | 2024–presente                             |
| Cherie Jimenez       | Gabi Hernandez         | 2024–presente                             |
| Abigail Klein        | Stephanie Johnson      | 2022–presente                             |
| Martha Madison       | Belle Black            | 2004–2008, 2015–presente                  |
| Eric Martsolf        | Brady Black            | 2008–presente                             |
| AnnaLynne McCord     | Cat Greene             | 2024–presente                             |
| Stephen Nichols      | Steve Johnson          | 1985–1990, 2006–2009, 2015–presente       |
| Ashley Puzemis       | Holly Jonas            | 2023–presente                             |
| James Reynolds       | Abe Carver             | 1981–presente                             |
| Greg Rikaart         | Leo Stark              | 2018–2020, 2022–presente                  |
| Suzanne Rogers       | Maggie Horton Kiriakis | 1973–presente                             |
| Josh Taylor          | Roman Brady            | 1997–presente                             |
| Paul Telfer          | Xander Kiriakis        | 2015–presente                             |
| Susan Seaforth Hayes | Julie Olson Williams   | 1968–1984, 1990–1994, 1996, 1999–presente |
| Robert Scott Wilson  | Alex Kiriakis          | 2022–presente                             |

### Cast ricorrente
| Attore                   | Personaggio              | Durata                                                    |
| ------------------------ | ------------------------ | --------------------------------------------------------- |
| Lamon Archey             | Eli Grant                | 2017–presente                                             |
| Matthew Ashford          | Jack Deveraux            | 1987–1993, 2001–2007, 2011–2012, 2016–2022, 2024–presente |
| Grayson Berry            | Clint Rawlings           | 2023–presente                                             |
| Rachel Boyd              | Sophia Choi              | 2025–presente                                             |
| Al Calderon              | Javi Hernandez           | 2024–presente                                             |
| Maggie Carney            | Rita Lesley              | 2024–presente                                             |
| Cary Christopher         | Thomas DiMera            | 2020–presente                                             |
| Judi Evans               | Bonnie Lockhart Kiriakis | 2003–2007, 2017–2018, 2020–presente                       |
| Kennedy Garcia           | Felicity Greene          | 2024–presente                                             |
| Autumn Gendron           | Charlotte DiMera         | 2021–presente                                             |
| Stacy Haiduk             | Kristen DiMera           | 2018–presente                                             |
| Alice Halsey             | Rachel Black             | 2025–presente                                             |
| Amelia e Kennedy Hileman | Victoria Kiriakis        | 2025–presente                                             |
| Tina Huang               | Melinda Trask            | 2020–presente                                             |
| Leann Hunley             | Anna Fredericks DiMera   | 1982–1986, 2007–2010, 2017–2023, 2025–presente            |
| Victoria Konefal         | Ciara Brady Weston       | 2017–presente                                             |
| Lauren Koslow            | Kate Roberts             | 1996–presente                                             |
| Wally Kurth              | Justin Kiriakis          | 1987–1991, 2009–presente                                  |
| Clyde Kusatsu            | Wei Shin                 | 2022–2023, 2025–presente                                  |
| John-Paul Lavoisier      | Philip Kiriakis          | 2015–2016, 2023–presente                                  |
| Chandler Massey          | Will Horton              | 2010–2014, 2017–2023, 2025–presente                       |
| Casey Moss               | J.J. Deveraux            | 2013–2020, 2022, 2024–presente                            |
| Shi Ne Nielson           | Amy Choi                 | 2024–presente                                             |
| Emily O'Brien            | Gwen Rizczech            | 2020–presente                                             |
| Thaao Penghlis           | Tony DiMera              | 1981–1985, 2007–2009, 2019–2023, 2025–presente            |
| Melissa Reeves           | Jennifer Horton Deveraux | 1985–1995, 2000–2006, 2010–2020, 2021–2022, 2024–presente |
| Marissa Reyes            | Arianna Horton           | 2025–presente                                             |
| Vincent Simard           | Bo Weston                | 2025-presente                                             |
| Saleisha Stowers         | Lani Price Grant         | 2015–presente                                             |
| Alison Sweeney           | Sami Brady               | 1993–2015, 2017–2022, 2025–presente                       |
| Louis Tomeo              | Aaron Greene             | 2024–presente                                             |
| Greg Vaughan             | Eric Brady               | 2012–presente                                             |

## Cambiamenti

### Uscite
| Attore      | Personaggio    | Data        | Nota |
| ----------- | -------------- | ----------- | ---- |
| Billy Flynn | Chad DiMera    | 2026        |      |
| Al Calderon | Javi Hernandez | Maggio 2026 |      |

### Debutti
| Attore        | Personaggio    | Data           | Nota |
| ------------- | -------------- | -------------- | ---- |
| Michael Roark |                | Ottobre 2025   |      |
| Hank Northrop |                | Ottobre 2025   |      |
| Conner Floyd  | Chad DiMera    | 21 Aprile 2026 |      |
|               | Javi Hernandez | 2026           |      |

### Ritorni
| Attore          | Personaggio  | Data          | Nota |
| --------------- | ------------ | ------------- | ---- |
| Greg Vaughan    | Eric Brady   | Novembre 2025 |      |
| Alison Sweeney  | Sami Brady   | Novembre 2025 |      |
| Roark Critchlow | Mike Horton  | Novembre 2025 |      |
| Maree Cheatham  | Marie Horton | Novembre 2025 |      |

### Cast uscito di scena
| Attore                 | Personaggio           | Durata                                                        |
| ---------------------- | --------------------- | ------------------------------------------------------------- |
| Macdonald Carey        | Tom Horton            | 1965-1994                                                     |
| Frances Reid           | Alice Horton          | 1965-2007                                                     |
| John Clarke            | Mickey Horton         | 1965-2004                                                     |
| Richard Voigts         | Mickey Horton         | 2004                                                          |
| John Ingle             | Mickey Horton         | 2004-2006                                                     |
| Kevin Dobson           | Mickey Horton         | 2008                                                          |
| Katherine Woodville    | Marie Horton          | 1977                                                          |
| Charla Doherty         | Julie Olson           | 1965–1966                                                     |
| Catherine Dunn         | Julie Olson           | 1967                                                          |
| Catherine Ferrar       | Julie Olson           | 1967–1968                                                     |
| Richard Colla          | Tony Merritt          | 1965-1966                                                     |
| Don Briscoe            | Tony Merritt          | 1966                                                          |
| Ron Husmann            | Tony Merritt          | 1966-1967                                                     |
| David McLean           | Craig Merritt         | 1965-1967                                                     |
| Harry Lauter           | Craig Merritt         | 1966                                                          |
| John Lupton            | Tommy Horton          | 1967–1973, 1975–1980                                          |
| Patricia Huston        | Addie Horton          | 1965–1966                                                     |
| Patricia Barry         | Addie Horton          | 1971–1974                                                     |
| Paul Carr              | Bill Horton           | 1965–1966                                                     |
| Edward Mallory         | Bill Horton           | 1966-1980, 1991, 1992                                         |
| Christopher Stone      | Bill Horton           | 1987-1988, 1994                                               |
| John H. Martin         | Bill Horton           | 2010                                                          |
| Floy Dean              | Laura Horton          | 1966                                                          |
| Susan Flannery         | Laura Horton          | 1966–1975                                                     |
| Susan Oliver           | Laura Horton          | 1975–1976                                                     |
| Rosemary Forsyth       | Laura Horton          | 1976–1980                                                     |
| Jaime Lyn Bauer        | Laura Horton          | 1993–1999, 2003, 2010, 2013, 2016, 2018, 2021                 |
| Robert Knapp           | Ben Olson             | 1965                                                          |
| Flip Mark              | Steve Olson           | 1965-1966                                                     |
| James Carroll Jordan   | Steve Olson           | 1972                                                          |
| Stephen Schnetzer      | Steve Olson           | 1978–1980, 2024                                               |
| Regina Gleason         | Kitty Horton          | 1967-1969                                                     |
| Astrid Warner          | Sandy Horton          | 1967                                                          |
| Heather North          | Sandy Horton          | 1967–1972                                                     |
| Martha Smith           | Sandy Horton          | 1982                                                          |
| Pamela Roylance        | Sandy Horton          | 1983–1984                                                     |
| Jean Bruce Scott       | Jessica Blake         | 1980–1982, 2012                                               |
| Kyle Puerner           | Mike Horton           | 1968–1969                                                     |
| Wade Holdsworth        | Mike Horton           | 1969                                                          |
| Brian Andrews          | Mike Horton           | 1970                                                          |
| Bobby Eilbacher        | Mike Horton           | 1970                                                          |
| Eddie Rayden           | Mike Horton           | 1970                                                          |
| Alan Decker            | Mike Horton           | 1970–1971                                                     |
| John Amour             | Mike Horton           | 1971–1973                                                     |
| Dick DeCoit            | Mike Horton           | 1973                                                          |
| Stuart Lee             | Mike Horton           | 1973                                                          |
| Wesley Eure            | Mike Horton           | 1974–1981                                                     |
| Paul Coufus            | Mike Horton           | 1981–1982                                                     |
| Michael T. Weiss       | Mike Horton           | 1985–1990                                                     |
| Maren Stephenson       | Jennifer Horton       | 1976–1977                                                     |
| Jennifer Peterson      | Jennifer Horton       | 1977–1979                                                     |
| Stephanie Cameron      | Jennifer Horton       | 1995–1998                                                     |
| Cady McClain           | Jennifer Horton       | 2020–2024                                                     |
| Bryan Dattilo          | Lucas Horton          | 1993-2010, 2012-2024                                          |
| Joseph Trent Everett   | Melissa Horton        | 1971                                                          |
| Matthew Bowman         | Melissa Horton        | 1971                                                          |
| Kim Durso              | Melissa Horton        | 1975–1976                                                     |
| Debbie Lytton          | Melissa Horton        | 1977–1980, 1982–1983                                          |
| Lisa Trusel            | Melissa Horton        | 1983–1988, 1994, 1996, 2002, 2010                             |
| Camilla Scott          | Melissa Horton        | 1990–1991                                                     |
| Colin Lewis            | Sarah Horton          | 1981                                                          |
| Anthony Seaward        | Sarah Horton          | 1981–1982                                                     |
| Katie Krell            | Sarah Horton          | 1982–1985                                                     |
| Lisa Brinegar          | Sarah Horton          | 1985–1989                                                     |
| Shauna Lane-Block      | Sarah Horton          | 1989–1990                                                     |
| Aimee Brooks           | Sarah Horton          | 1990                                                          |
| Alli Brown             | Sarah Horton          | 1991                                                          |
| Bill Hayes             | Doug Williams         | 1970-1984, 1986-1987, 1993-1996, 1999-2024                    |
| Kristina Osterhaut     | Hope Williams         | 1974                                                          |
| Kimberley Webber       | Hope Williams         | 1974-1975                                                     |
| Natasha Ryan           | Hope Williams         | 1975-1980                                                     |
| Tammy Taylor           | Hope Williams         | 1980-1981                                                     |
| Kristian Alfonso       | Hope Williams         | 1983–1990, 1994–2020, 2022–2025                               |
| Mila Kunis             | Hope Williams         | 1994                                                          |
| Chad Eric Barstad      | David Banning         | 1967–1970                                                     |
| Jeffrey William        | David Banning         | 1970–1973                                                     |
| Steve Doubet           | David Banning         | 1975                                                          |
| Richard Guthrie        | David Banning         | 1975–1981                                                     |
| Gregg Marx             | David Banning         | 1981–1983                                                     |
| Tina Andrews           | Valerie Grant         | 1975–1977                                                     |
| Rose Fonseca           | Valerie Grant         | 1977–1978                                                     |
| Diane Sommerfield      | Valerie Grant         | 1981–1982                                                     |
| Vanessa A. Williams    | Valerie Grant         | 2016–2022                                                     |
| Michael Dwight Smith   | Danny Grant           | 1978                                                          |
| Roger Aaron Brown      | Danny Grant           | 1981-1985                                                     |
| Peyton Meyer           | Doug Williams III     | 2024-2025                                                     |
| Scott Shilstone        | Zack Brady            | 2016                                                          |
| Brandon Butler         | Zack Brady            | 2025                                                          |
| Jeremy Allen           | Jeremy Horton         | 1989                                                          |
| Jeffrey Clark          | Jeremy Horton         | 1989                                                          |
| Trevor Donovan         | Jeremy Horton         | 2007                                                          |
| Joseph Campanella      | Harper Deveraux       | 1986–1988, 1990–1992                                          |
| Joseph Adams           | Jack Deveraux         | 1987                                                          |
| James Acheson          | Jack Deveraux         | 1987                                                          |
| Steve Witmer           | Jack Deveraux         | 1994                                                          |
| Mark Valley            | Jack Deveraux         | 1994–1997                                                     |
| Steve Wilder           | Jack Deveraux         | 1997–1998                                                     |
| Jon Lindstrom          | Jack Deveraux         | 2020                                                          |
| Jane Elliot            | Anjelica Deveraux     | 1987-1989                                                     |
| Shelley Taylor Morgan  | Anjelica Deveraux     | 1989                                                          |
| Judith Chapman         | Anjelica Deveraux     | 1989-1991, 2018                                               |
| Morgan Fairchild       | Anjelica Deveraux     | 2017                                                          |
| Megan Corletto         | Abigail Deveraux      | 2001–2003                                                     |
| Jillian Clare          | Abigail Deveraux      | 2003–2004                                                     |
| Ashley Benson          | Abigail Deveraux      | 2004–2007                                                     |
| Emily Montague         | Abigail Deveraux      | 2007                                                          |
| Kate Mansi             | Abigail Deveraux      | 2011–2016, 2018–2020                                          |
| Marci Miller           | Abigail Deveraux      | 2016–2018, 2020–2022                                          |
| Tyler Lake             | JJ Deveraux           | 2004–2005                                                     |
| Darian Weiss           | Will Horton           | 2002–2003                                                     |
| Christopher Gerse      | Will Horton           | 2003–2008                                                     |
| Dylan Patton           | Will Horton           | 2009–2010                                                     |
| Guy Wilson             | Will Horton           | 2014–2015                                                     |
| Lindsay Arnold         | Allie Horton          | 2020–2023                                                     |
| Harper & Sydnee Udell  | Arianna Horton        | 2013–2019                                                     |
| Sydney Brower          | Arianna Horton        | 2019–2020                                                     |
| Lane Rosa              | Arianna Horton        | 2022                                                          |
| Blake Berris           | Nick Fallon           | 2006-2009, 2012-2014, 2021, 2023                              |
| Mark Hapka             | Nathan Horton         | 2009-2011                                                     |
| Frank Parker           | Shawn Brady           | 1983–2008                                                     |
| Lew Brown              | Shawn Brady           | 1984–1985                                                     |
| Peter MacLean          | Shawn Brady           | 1989–1990                                                     |
| Drew Snyder            | Shawn Brady           | 2019                                                          |
| Peggy McCay            | Caroline Brady        | 1983, 1985–2016                                               |
| Jody Carter            | Caroline Brady        | 1983–1984                                                     |
| Barbara Beckley        | Caroline Brady        | 1984–1985                                                     |
| Holgie Forrester       | Caroline Brady        | 2019                                                          |
| Shirley Jones          | Colleen Brady         | 2007–2008                                                     |
| Robert Hanley          | Eric Brady I          | 1982                                                          |
| Scott Marlowe          | Eric Brady I          | 1984                                                          |
| Wayne Northrop         | Roman Brady           | 1981–1984, 1991–1994                                          |
| Catherine Mary Stewart | Kayla Brady           | 1982–1983                                                     |
| Rhonda Aldrich         | Kayla Brady           | 1989                                                          |
| Peter Reckell          | Bo Brady              | 1983–1987, 1990–2012, 2015–2016, 2022–2023, 2025              |
| Robert Kelker-Kelly    | Bo Brady              | 1992–1995                                                     |
| Patsy Pease            | Kimberly Brady        | 1984–1992, 1994–2016                                          |
| Anne Howard            | Kimberly Brady        | 1990–1991                                                     |
| Ariana Chase           | Kimberly Brady        | 1992–1993                                                     |
| Casey Wallace          | Kimberly Brady        | 1992                                                          |
| Billy Warlock          | Frankie Brady         | 1986–1988, 1990–1991, 2005–2006                               |
| Michael Rhoton         | Max Brady             | 1986–1987                                                     |
| Adrian Arnold          | Max Brady             | 1987                                                          |
| Ryan Brennan           | Max Brady             | 1987–1988, 1990–1992                                          |
| Darin Brooks           | Max Brady             | 2005–2010                                                     |
| Andrea Barber          | Carrie Brady          | 1982–1986                                                     |
| Christie Clark         | Carrie Brady          | 1986–1999, 2005–2006, 2010–2012, 2017–2019, 2025              |
| Tracy Middendorf       | Carrie Brady          | 1992                                                          |
| Ronit Aranoff          | Sami Brady            | 1984                                                          |
| Lauren Bundy           | Sami Brady            | 1984–1985                                                     |
| Jessica Davis          | Sami Brady            | 1985–1986                                                     |
| Tiffany Palma          | Sami Brady            | 1986                                                          |
| Ashleigh Sterling      | Sami Brady            | 1986–1990                                                     |
| Christina Wagoner      | Sami Brady            | 1990–1992                                                     |
| Dan Wells              | Sami Brady            | 2005                                                          |
| Edward Palma           | Eric Brady            | 1986                                                          |
| Bradley Hallock        | Eric Brady            | 1986-1992                                                     |
| Jensen Ackles          | Eric Brady            | 1997–2000                                                     |
| Jason Gerhardt         | Eric Brady            | 2023                                                          |
| Eric Winter            | Rex Brady             | 2002–2005                                                     |
| Kyle Lowder            | Rex Brady             | 2018–2023, 2025                                               |
| Alexis Thorpe          | Cassie Brady          | 2002–2005                                                     |
| Noel Bennett Castle    | Shawn Douglas Brady   | 1987                                                          |
| Paul Zachary           | Shawn Douglas Brady   | 1990                                                          |
| Scott Groff            | Shawn Douglas Brady   | 1990–1995                                                     |
| Collin O'Donnell       | Shawn Douglas Brady   | 1995–1999                                                     |
| Jason Cook             | Shawn Douglas Brady   | 1999–2006, 2015                                               |
| Mandy Musgrave         | Chelsea Brady         | 2004–2005                                                     |
| Rachel Melvin          | Chelsea Brady         | 2005–2009, 2023                                               |
| Lauren Boles           | Ciara Brady           | 2008–2015                                                     |
| Vivian Jovanni         | Ciara Brady           | 2015–2017                                                     |
| Alina Foley            | Claire Brady          | 2008                                                          |
| Olivia Rose Keegan     | Claire Brady          | 2015–2020                                                     |
| Isabel Durant          | Claire Brady          | 2020–2021                                                     |
| Robert Poynton         | John Black            | 1985–1986                                                     |
| Drake Hogestyn         | John Black            | 1986–2024                                                     |
| Allan Wayne Anderson   | John Black            | 2025                                                          |
| Kyle Lowder            | Brady Black           | 2000–2005                                                     |
| Chelsea Butler         | Belle Black           | 1998–1999                                                     |
| Kirsten Storms         | Belle Black           | 1999–2004                                                     |
| Charity Rahmer         | Belle Black           | 2004                                                          |
| Jamie Martin Mann      | Tate Black            | 2023–2024                                                     |
| Finley Rose Slater     | Rachel Black          | 2021-2025                                                     |
| Hira Ambrosino         | Tori Narita           | 2015                                                          |
| Christopher Sean       | Paul Narita           | 2014–2018, 2023–2025                                          |
| Dick Van Dyke          | Tim Robicheaux        | 2023                                                          |
| Ben Archibek           | Neil Curtis           | 1973                                                          |
| Joseph Gallison        | Neil Curtis           | 1974–1991                                                     |
| Gloria Loring          | Liz Chandler          | 1980–1986, 2024                                               |
| Joseph Mascolo         | Stefano DiMera        | 1982–1985, 1988, 1993–2001, 2007–2016                         |
| Con Covert             | Stefano DiMera        | 1984                                                          |
| Frank Fata             | Stefano DiMera        | 1991                                                          |
| Stephen Nichols        | Stefano DiMera        | 2019–2020                                                     |
| Eileen Davidson        | Susan Banks           | 1996–1998, 2014, 2017, 2021                                   |
| Stacy Haiduk           | Susan Banks           | 2018–2019, 2021-2025                                          |
| Madlyn Rhue            | Daphne DiMera         | 1982-1984                                                     |
| Thaao Penghlis         | André DiMera          | 1983–1984, 1993–1996, 2002–2005, 2007, 2015–2019, 2022        |
| Eileen Davidson        | Kristen DiMera        | 1993–1998, 2012–2015, 2017, 2021                              |
| James Scott            | EJ DiMera             | 2006–2014                                                     |
| Casey Deidrick         | Chad DiMera           | 2009–2013                                                     |
| Tyler Christopher      | Stefan DiMera         | 2017–2019                                                     |
| Brandon Barash         | Stefan DiMera         | 2019, 2022-2024                                               |
| Brandon Barash         | Jake DiMera           | 2020–2023                                                     |
| Philece Sampler        | Renée DuMonde DiMera  | 1981–1984                                                     |
| Miranda Wilson         | Megan Hathaway DiMera | 1984-1985, 2022-2023                                          |
| Peter Porte            | Dimitri von Leuschner | 2023                                                          |
| Justin Allan           | Thomas DiMera         | 2018                                                          |
| Asher Morrissette      | Thomas DiMera         | 2018–2019                                                     |
| Louise Sorel           | Vivian Alamain        | 1992–2000, 2009–2011, 2017–2018, 2020, 2023–2025              |
| Marj Dusay             | Vivian Alamain        | 1993                                                          |
| Robin Strasser         | Vivian Alamain        | 2019                                                          |
| Linda Dano             | Vivian Alamain        | 2021                                                          |
| Cyndi James Gossett    | Lexie Carver          | 1987–1989                                                     |
| Angelique Francis      | Lexie Carver          | 1989–1990, 1992                                               |
| Shellye Broughton      | Lexie Carver          | 1993                                                          |
| Renee Jones            | Lexie Carver          | 1993–2012                                                     |
| Jennifer Lee           | Lexie Carver          | 2021                                                          |
| Kavi Faquir            | Theo Carver           | 2006–2008                                                     |
| Terrell Ranson Jr.     | Theo Carver           | 2008–2015                                                     |
| Kyler Pettis           | Theo Carver           | 2015–2018                                                     |
| Cameron Johnson        | Theo Carver           | 2020–2023                                                     |
| George DelHoyo         | Orpheus               | 1986-1987, 2016, 2020-2023, 2025                              |
| Brock Kelly            | Evan Frears           | 2019–2022                                                     |
| Marla Adams            | Claire McIntyre       | 1999                                                          |
| Darrell Thomas Utley   | Benjy Hawk            | 1988–1990                                                     |
| Jim Lunsford           | Benjy Hawk            | 2006–2007                                                     |
| Pat Delany             | Rachel Blake          | 1995-1996                                                     |
| Ann Hamilton           | Rachel Blake          | 1995-1996                                                     |
| Roslyn Gentle          | Rachel Blake          | 2025                                                          |
| Jason Brooks           | Peter Blake           | 1993–1998                                                     |
| Genie Francis          | Diana Colville        | 1987-1989                                                     |
| Judith Chapman         | Diana Colville        | 2019, 2024                                                    |
| Andrea Hall            | Samantha Evans        | 1977–1982                                                     |
| Deidre Hall            | Samantha Evans        | 1992–2008                                                     |
| Andrea Hall            | Hattie Adams          | 2000–2001                                                     |
| Deidre Hall            | Hattie Adams          | 2004, 2016–2020, 2024–2025                                    |
| Barbara Crampton       | Trista Evans          | 1983-1984                                                     |
| Valerie Wildman        | Fay Walker            | 1999-2003, 2009-2011                                          |
| Matt Cedeno            | Brandon Walker        | 1999–2005                                                     |
| Arianne Zucker         | Nicole Walker         | 1998–2006, 2008–2018, 2019-2024                               |
| Katherine Ellis        | Taylor Walker         | 1998–1999                                                     |
| Natalia Livingston     | Taylor Walker         | 2011                                                          |
| Tamara Braun           | Taylor Walker         | 2011                                                          |
| Eddie Velez            | Paul Mendez           | 2001                                                          |
| Marla Gibbs            | Olivia Price          | 2021–2023                                                     |
| Marilyn McCoo          | Tamara Price          | 1986-1987, 2019-2020                                          |
| Precious Way           | Chanel Dupree         | 2021                                                          |
| Nick Benedict          | Curtis Reed           | 1993–1995, 1997, 1999–2001                                    |
| Lisa Rinna             | Billie Reed           | 1992–1995, 2002–2003, 2012–2013, 2018, 2021                   |
| Krista Allen           | Billie Reed           | 1996–1999                                                     |
| Julie Pinson           | Billie Reed           | 2004–2008                                                     |
| Patrick Muldoon        | Austin Reed           | 1992–1995, 2011–2012                                          |
| Austin Peck            | Austin Reed           | 1995–2002, 2005–2006, 2017, 2019, 2021                        |
| Brenda Benet           | Lee DuMonde           | 1979–1982                                                     |
| Tanya Boyd             | Celeste Perrault      | 1994–2007                                                     |
| Beverly Todd           | Celeste Perrault      | 2012                                                          |
| Kristian Alfonso       | Gina Von Amberg       | 1998-2001, 2012, 2017, 2019-2020                              |
| Jamie Taylor           | Greta Von Amberg      | 1998                                                          |
| Julianne Morris        | Greta Von Amberg      | 1998-2002                                                     |
| John Aniston           | Victor Kiriakis       | 1985–2022                                                     |
| Elaine Princi          | Kate Roberts          | 1977–1979                                                     |
| Deborah Adair          | Kate Roberts          | 1993–1995                                                     |
| Vincent Irizarry       | Deimos Kiriakis       | 2016-2017, 2021                                               |
| Shane Nicholas         | Philip Kiriakis       | 1998–1999                                                     |
| Brandon Tyler          | Philip Kiriakis       | 1999                                                          |
| Jay Kenneth Johnson    | Philip Kiriakis       | 1999–2002, 2007–2011, 2019-2021                               |
| Kyle Brandt            | Philip Kiriakis       | 2003–2006                                                     |
| Jonathan Thornton      | Alex Kiriakis         | 1989-1991                                                     |
| Freddie Smith (attore) | Sonny Kiriakis        | 2011-2020                                                     |
| Zach Tinker            | Sonny Kiriakis        | 2022–2024                                                     |
| Le gemelle Kerr        | Victoria Kiriakis     | 2024–2025                                                     |
| Denise Alexander       | Susan Hunter          | 1966–1973                                                     |
| Bennye Gatteys         | Susan Hunter          | 1973–1976                                                     |
| Jed Allan              | Don Craig             | 1971–1985                                                     |
| Staci Greason          | Isabella Toscano      | 1989–1992, 1995, 2000, 2002–2003, 2010                        |
| Robin Riker            | Bonnie Lockhart       | 2000                                                          |
| Kathy Connell          | Bonnie Lockhart       | 2000–2002                                                     |
| Ian Patrick Williams   | David Lockhart        | 2000, 2002                                                    |
| William Bumiller       | David Lockhart        | 2007                                                          |
| Doren Fein             | Mimi Lockhart         | 1999                                                          |
| Farah Fath             | Mimi Lockhart         | 1999–2007, 2018                                               |
| Brody Hutzler          | Patrick Lockhart      | 2004–2007                                                     |
| Austin Wolff           | Connor Lockhart       | 1999–2000                                                     |
| Noah G. Segan          | Connor Lockhart       | 2007                                                          |
| Marie Wilson           | Summer Townsend       | 2016, 2020                                                    |
| William Utay           | Wilhelm Rolf          | 1997–2003, 2007–2008, 2017–2021                               |
| Richard Wharton        | Wilhelm Rolf          | 2022–2024                                                     |
| Shawn Christian        | Daniel Jonas          | 2008–2017, 2020                                               |
| Martha Nix             | Janice Barnes         | 1975–1978                                                     |
| Elizabeth Storm        | Janice Barnes         | 1987–1988                                                     |
| Molly Burnett          | Melanie Jonas         | 2008–2012, 2014–2016                                          |
| Elin Alexander         | Holly Jonas           | 2020–2022                                                     |
| Crystal Chappell       | Carly Manning         | 1990–1993, 2009–2011                                          |
| James Luisi            | Duke Johnson          | 1987, 1990–1992                                               |
| Joy Garrett            | Jo Johnson            | 1987-1993                                                     |
| Marilyn McIntyre       | Jo Johnson            | 1993, 2002-2003, 2005-2007                                    |
| Judi Evans             | Adrienne Johnson      | 1986–1991, 2007–2008, 2010–2020                               |
| Shayna Rose            | Stephanie Johnson     | 2006–2007                                                     |
| Shelley Hennig         | Stephanie Johnson     | 2007–2011, 2017                                               |
| Jadon Wells            | Joey Johnson          | 2012–2014                                                     |
| James Lastovic         | Joey Johnson          | 2015–2017, 2020                                               |
| Tanner Stein           | Joey Johnson          | 2022-2023                                                     |
| Lucas Adams            | Tripp Johnson         | 2017–2024                                                     |
| Robert Alda            | Stuart Whyland        | 1981–1982                                                     |
| Charles Shaughnessy    | Shane Donovan         | 1984–1992, 2002, 2010, 2012–2013, 2016–2017, 2021, 2023, 2025 |
| Robert Eliot Canko     | Andrew Donovan IV     | 1986-1988                                                     |
| Brandon Amber          | Andrew Donovan IV     | 1988-1989                                                     |
| Justin Page            | Andrew Donovan IV     | 1989                                                          |
| Sky Rumph              | Andrew Donovan IV     | 1989-1990                                                     |
| Bradley Michael Pierce | Andrew Donovan IV     | 1990-1991                                                     |
| Brian Davila           | Andrew Donovan IV     | 1991-1992                                                     |
| Colton Little          | Andrew Donovan IV     | 2023–2025                                                     |
| Charlotte Ross         | Eve Donovan           | 1987–1991                                                     |
| Kassie DePaiva         | Eve Donovan           | 2014–2020, 2023                                               |
| Hannah Taylor Simmons  | Theresa Donovan       | 1990–1991                                                     |
| Caitlin Wachs          | Theresa Donovan       | 1992                                                          |
| Gabriella Massari      | Theresa Donovan       | 1992                                                          |
| Jen Lilley             | Theresa Donovan       | 2013–2016, 2018, 2023                                         |
| Emily O'Brien          | Theresa Donovan       | 2023–2025                                                     |
| Steve Burton           | Harris Michaels       | 1988, 2023–2024                                               |
| Richard Biggs          | Marcus Hunter         | 1987–1992                                                     |
| Aketra Sevillian       | Talia Hunter          | 2023                                                          |
| Antony Alda            | Johnny Corelli        | 1990-1991                                                     |
| Sarah Aldrich          | Jill Stevens          | 1996–1997                                                     |
| Kevin Spirtas          | Craig Wesley          | 1997–2003, 2005, 2009, 2022                                   |
| Patrika Darbo          | Nancy Wesley          | 1998–2005, 2013, 2016–2017, 2019, 2022, 2024                  |
| Nadia Bjorlin          | Chloe Lane            | 1999–2005, 2007–2011, 2013, 2015–2023                         |
| Aisling Acuna          | Joy Wesley            | 2003, 2005                                                    |
| AlexAnn Hopkins        | Joy Wesley            | 2024–2025                                                     |
| Natalie Ramsey         | Jan Spears            | 1999                                                          |
| Heather Lauren Olson   | Jan Spears            | 1999–2004                                                     |
| Heather Lindell        | Jan Spears            | 2004–2005, 2020–2022                                          |
| Ivan G'Vera            | Ivan Marais           | 1992–2000, 2011, 2020–2021, 2024                              |
| Joe Penny.             | Martino Vitali        | 2008                                                          |
| Angelo Tiffe           | Angelo Vitali         | 2008, 2017, 2021                                              |
| Tamara Braun           | Ava Vitali            | 2008, 2015–2016, 2020–2025                                    |
| A Martinez             | Eduardo Hernandez     | 2015–2017, 2020                                               |
| Alma Delfina           | Adrianna Hernandez    | 2016                                                          |
| Felisha Terrell        | Arianna Hernandez     | 2009                                                          |
| Lindsay Hartley        | Arianna Hernandez     | 2009-2010                                                     |
| Francisco San Martin   | Dario Hernandez       | 2011                                                          |
| Jordi Vilasuso         | Dario Hernandez       | 2016–2017                                                     |
| Gabriela Rodriguez     | Gabi Hernandez        | 2009–2010                                                     |
| Camila Banus           | Gabi Hernandez        | 2010–2023                                                     |
| True O'Brien           | Paige Larson          | 2014–2015, 2017, 2020                                         |
| Galen Gering           | Arnold Feniger        | 2011, 2024–2025                                               |
| Taylor Spreitler       | Mia McCormick         | 2009–2010                                                     |
| Daniel Cosgrove        | Aiden Jennings        | 2014–2016                                                     |
| Connor Kalopsis        | Chase Jennings        | 2014-2015                                                     |
| Jonathon McClendon     | Chase Jennings        | 2015-2016                                                     |
| Donald Li              | Wei Shin              | 2014                                                          |
| Michael Hagiwara       | Wei Shin              | 2019                                                          |
| Remington Hoffman      | Li Shin               | 2019–2024                                                     |
| Victoria Grace         | Wendy Shin            | 2022–2024                                                     |
| Melissa Archer         | Serena Mason          | 2014–2015, 2017                                               |
| Alisa Alapach          | Annabelle             | 2016                                                          |
| Siena Goines           | Simone Michaels       | 2016                                                          |
| Real Andrews           | Hal Michaels          | 2016–2017                                                     |
| Paige Searcy           | Jade Michaels         | 2016-2017                                                     |
| Gabrielle Haugh        | Jade Michaels         | 2017                                                          |
| Mike Manning           | Charlie Dale          | 2020–2022                                                     |
| James Read             | Clyde Weston          | 2014–2024                                                     |
| Justin Gaston          | Ben Weston            | 2014                                                          |
| Robert Scott Wilson    | Ben Weston            | 2014–2023                                                     |
| Chrishell Hartley      | Jordan Ridgeway       | 2013–2015, 2019–2020                                          |
| Laura Kai Chen         | Melinda Trask         | 2013, 2016–2019                                               |
| Thia Megia             | Haley Chen            | 2018–2020                                                     |
| Brett Lawrence         | Kevin Lambert         | 2001                                                          |
| Robert Benvenisti      | Kevin Lambert         | 2001-2002, 2007                                               |
| Chadwick Hopson        | Kevin Lambert         | 2019, 2025                                                    |
| Jessica Serfaty        | Sloan Petersen        | 2022–2024                                                     |
| Natasha Hall           | Sloan Petersen        | 2024                                                          |
| Jasper Newman          | Colin Bedford         | 2023                                                          |
| Kim Coles              | Whitley King          | 2023, 2025                                                    |
| John Kapelos           | Konstantin Meleounis  | 2023–2024                                                     |
| Blake Berris           | Everett Lynch         | 2023–2024                                                     |
| Erin Wu                | Alana                 | 2024                                                          |
| Christy St. John       | Rebecca Goldman       | 2024                                                          |
| Julie Dove             | Connie Viniski        | 2024                                                          |
| Ellie Patrikios        | Catharina Greene      | 2024                                                          |
| Susan Elena Matus      | Catharina Greene      | 2024                                                          |
| Madelyn Kientz         | Sophia Choi           | 2024–2025                                                     |
| Serena Scott Thomas    | Fiona Cook            | 2024                                                          |
| Jonah Robinson         | Mark Greene           | 2024–2025                                                     |
| Derek Yates            | Kerry Youmans         | 2024–2025                                                     |
| Michael Dietz          | Jeffrey Russell       | 2025                                                          |